# Liliane Verhoeven
Liliane Verhoeven is een gastpersonage uit de televisiereeks F.C. De Kampioenen. Verhoeven werd gespeeld door Agnes De Nul en was te zien in 1992, 1997, 1999, 2000 en 2010.

## Personage
Liliane Verhoeven is lid van het schepencollege van burgemeester Freddy Van Overloop. Ze is de Schepen van Cultuur en Vermakelijkheden.
Door haar functie dook ze af en toe op bij de Kampioenen, bijvoorbeeld als die een toneelstuk organiseerden of bij een optreden van Eddy Wally in het restaurant van Bernard Theofiel Waterslaeghers.
Liliane Verhoeven werd afgeschilderd als een mannenverslindster.
In de laatste reeks zetelde Liliane Verhoeven in de jury tijdens een zangwedstrijd in het café om een zanger te vinden voor het clublied.

## Afleveringen
- Reeks 3, aflevering 3: De elfde man (1992)
- Reeks 7, aflevering 8: Schijn bedriegt (1997)
- Reeks 9, aflevering 10: Chérie (1999)
- Reeks 10, aflevering 7: Bomeo en Julia (2000)
- Reeks 21, aflevering 3: Music maestro (2010)

## Uiterlijke kenmerken
- Blond, krullend haar
- Gekleed in mantelpakjes